# 59e cérémonie des Golden Horse Film Festival and Awards
La 59e cérémonie des Golden Horse Film Festival and Awards se déroule le 19 novembre 2022 au Sun Yat-sen Memorial Hall à Taipei, Taïwan. Organisé par le Taipei Golden Horse Film Festival Executive Committee, ces prix récompensent les meilleurs films en  langue chinoise de 2021 et 2022.
Le film Coo-Coo 043 de Chan Ching-lin remporte le prix du meilleur film, et le film Limbo de Soi Cheang remporte quatre récompenses.

## Palmarès

### Meilleur film
- Coo-Coo 043 de Chan Ching-lin
  - Incantation de Kevin Ko
  - Gaga de Laha Mebow
  - Limbo de Soi Cheang
  - The Sunny Side of the Street  de Lau Kok Rui

### Meilleur documentaire
- And Miles to Go Before I Sleep

### Meilleur réalisateur
- Laha Mebow pour Gaga
  - Kevin Ko pour Incantation
  - Chang Tso-chi pour Flotsam and Jetsam
  - Soi Cheang pour Limbo
  - Chan Ching-lin pour Coo-Coo 043

### Meilleur acteur
- Anthony Wong Chau-sang pour The Sunny Side of the Street
  - Louis Cheung pour The Narrow Road
  - Gordon Lam pour Limbo
  - Joseph Chang pour The Post-Truth World
  - Yu An-shun pour Coo-Coo 043

### Meilleure actrice
- Sylvia Chang pour A Light Never Goes Out
  - Tsai Hsuan-yen pour Incantation
  - Angela Yuen pour The Narrow Road
  - Cya Liu pour Limbo
  - Hong Huifang pour Ajoomma

### Meilleur acteur dans un second rôle
- Berant Zhu pour Bad Education
  - Kao Ying-hsuan pour Incantation
  - Mason Lee pour Limbo
  - Jung Dong-hwan pour Ajoomma
  - Hu Jhih-ciang pour Coo-Coo 043

### Meilleure actrice dans un second rôle
- Kagaw Piling pour Gaga
  - Jennifer Yu pour Far Far Away
  - Caitlin Fang pour The Post-Truth World
  - Yang Li-yin pour Coo-Coo 043
  - Rimong Ihwar pour Coo-Coo 043

### Meilleur nouveau réalisateur
- Lau Kok Rui pour The Sunny Side of the Street

### Meilleur nouvel interprète
- Hu Jhih-ciang pour Coo-Coo 043

### Meilleur scénario original
- Lau Kok Rui pour The Sunny Side of the Street

### Meilleur scénario adapté
- Au Kin-yee et Shum Kwan-sin pour Limbo

### Meilleure photographie
- Cheng Siu-keung pour Limbo

### Meilleurs effets spéciaux
- Garrett Lam, Ho Man-lok et Diu King-wai pour Limbo

### Meilleure direction artistique
- Mak Kwok-keung et Renee Wong pour Limbo

### Meilleurs maquillages et costumes
- Ken Fan et Chen You-feng pour Demigod: The Legend Begins

### Meilleure chorégraphie d'action
- Sheu Fang-yi pour Salute

### Meilleure musique originale
- Wong Hin-yan pour The Narrow Road

### Meilleure chanson originale
- What's on Your Mind pour My Best Friend's Breakfast

### Meilleur montage
- Kevin Ko pour Incantation

### Meilleur son
- R.T Kao, Rockid Lee et Richard Hocks pour Incantation

### Prix du public
- Limbo

### Prix FIPRESCI
- Coo-Coo 043

### Outstanding Taiwanese Filmmaker of the Year
- Chen Ming-ze

### Lifetime Achievement Award
- Lai Cheng-ying
- Chang Chao-tang